# Франко Корели
Франко Корели (на италиански: Franco Corelli) е италиански тенор, пял на много международни оперни сцени между 1950 и 1976 г. Известен е както с мощния си глас, така и с привлекателната си външност.
През 1951 г. печели конкурса за оперни певци Maggio Musicale във Флоренция. Там го чува маестро Сан Паоли, директор на Римската опера, и го подтиква да се яви на конкурса за експерименталния театър в Сполето, Италия. Там той отново спечелва конкурса.
Корели прави своя дебют в Сполето през 1951 г., в ролята на дон Хосе от операта „Кармен“.
Умира след сърдечен удар на 82 години. Погребан е в Cimitero Monumentale di Milano, в което са погребани известни личности като Владимир Хоровиц и Ева Перон.